# Karel Halíř
Carl Halir, né sous le nom de Karel Halíř (né le 1er février 1859 à Hohenelbe, Bohême (aujourd'hui Vrchlabí, République tchèque) – décédé le 21 décembre 1909 à Berlin) est un violoniste et pédagogue tchèque qui a vécu principalement en Allemagne. Karel est aussi écrit Karol, Karl ou Carl ; Halíř est aussi écrit Halir ou Haliř.

## Biographie

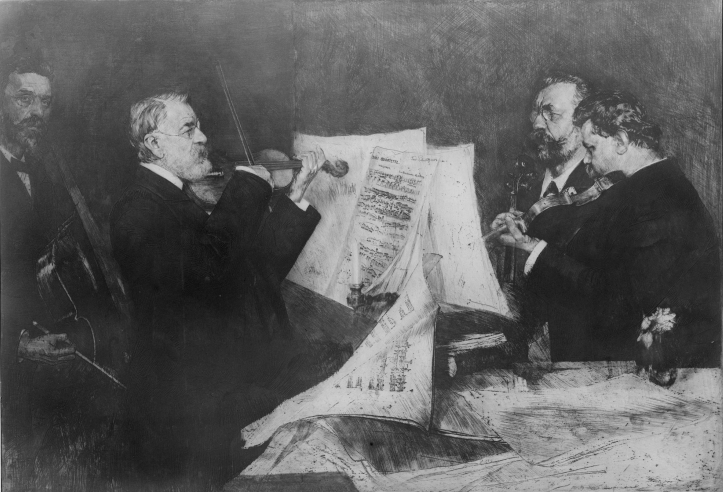
Le fameux Quatuor Joachim. À gauche - Joseph Joachim (1er violon) et derrière Robert Hausmann (violoncelle). À droite - Carl Halir (2e violon) et Emanuel Wirth (alto), portrait par Ferdinand Schmutzer.

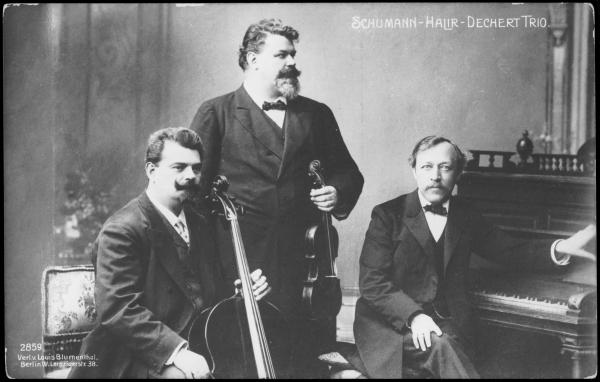
Le trio avec piano allemand: le violoncelliste Hugo Dechert (1860—1923), le violoniste Carl Halir et le pianiste Georg Schumann (1866—1952)

Carl Halir a étudié avec Antonín Bennewitz au Conservatoire de Prague et avec Joseph Joachim à l'École supérieure de musique de Berlin. Il a été premier violon dans les orchestres à Königsberg (1879), Mannheim (1881) et Weimar (1884-1894). Son interprétation du Concerto pour 2 violons de Bach avec Joachim au Festival Bach à Eisenach en 1884 a obtenu un immense succès. Il est devenu premier violon à l'Opéra royal de Berlin et à l'initiative de Joseph Joachim, professeur à l'École supérieure de musique de Berlin.
Halir a visité les États-Unis en 1896 et 1897. Il était renommé pour son interprétation du Concerto pour violon en ré majeur de Beethoven, et il a joué l'œuvre à ses débuts américains le 13 novembre 1896. Le 4 décembre 1896, il a donné la première représentation au Carnegie Hall du Concerto pour violon no 8 de Louis Spohr, avec le New York Symphony Orchestra dirigé par Walter Damrosch. À son retour à Berlin, il a rejoint le Quatuor Joachim, composé de Joseph Joachim (violon), Emanuel Wirth (en) (alto) et Robert Hausmann (violoncelle). Il faisait également partie du Trio Schumann-Halir-Dechert composé de Georg Schumann au piano et Hugo Dechert au violoncelle. Il a également dirigé son propre quatuor à cordes composé de Hugo Dechert, de N. Müller (alto) et Gustav Exner (violon). Le Quatuor à cordes no 1 de Felix Weingartner leur a été dédié.
Bien que n'étant pas le soliste lors de sa création (ce rôle avait été confié à Adolph Brodsky), Carl Halir a défendu le Concerto pour violon en ré majeur de Tchaïkovski, qui n'a pas été populaire pendant ses premières années. Quand Tchaïkovski assiste à une représentation de l'œuvre avec Halir à Leipzig en 1888, il l'a qualifiée de « journée mémorable ». En 1905, Halir a créé la version révisée du Concerto en ré mineur pour violon de Sibelius à Berlin, sous la direction de Richard Strauss. Lors de ce même programme, Halir a joué la première du Divertissement pour violon et orchestre de Charles Martin Loeffler, que Fritz Kreisler et Eugène Ysaÿe avaient refusé de jouer en raison de ses exigences techniques. Il a effectué diverses autres créations, comme la première européenne de la Sonate pour violon de Amy Beach à Berlin le 28 octobre 1899, avec Teresa Carreño. Il a écrit une cadence pour le Concerto pour violon en ré majeur de Brahms.
En 1888, Carl Halir épouse Thérèse Zerbst (1859-?), une chanteuse connue. Parmi ses élèves on trouve David Mannes (en), Paul von Klenau, Karl Krehahn (de), Adolf Huber.
Il est mort à Berlin en 1909.